# Bianca Comparato
Bianca de Souza Mendes Comparato (Río de Janeiro, 19 de noviembre de 1985) es una actriz brasileña. 
Es la hija del escritor Doc Comparato y la hermana mayor de la actriz y presentadora Lorena Comparato.

## Filmografía

### Televisión
| Año       | Título                             | Personaje                    |
| --------- | ---------------------------------- | ---------------------------- |
| 2004      | Carga Pesada                       |                              |
| 2004      | Señora del destino                 | Helen                        |
| 2005      | Cilada                             |                              |
| 2005      | Belíssima                          | Maria João Güney de Oliveira |
| 2006      | Por Toda Minha Vida                | Elis Regina (adolescente)    |
| 2006      | Cobras & Lagartos                  | Rosimary                     |
| 2007      | Amazônia, de Galvez a Chico Mendes | Celinha                      |
| 2007      | Antônia                            | Mariah                       |
| 2007      | Toma Lá Dá Cá                      | Gelda                        |
| 2008      | Belleza pura                       | Luisa                        |
| 2008      | Episódio Especial                  | Ella misma                   |
| 2009      | Aline                              | Kelly                        |
| 2011      | Aline                              | Kelly                        |
| 2011      | Tapas & Beijos                     | Carol                        |
| 2011      | O Astro                            | amiga de Laura               |
| 2011      | La vida sigue                      | Nina                         |
| 2012      | As Brasileiras                     | Natasha                      |
| 2012      | Avenida Brasil                     | Betânia                      |
| 2013      | A Menina Sem Qualidades            | Ana                          |
| 2013      | Sessão de Terapia                  | Carol Martins                |
| 2015      | Partes de mí                       | Ana                          |
| 2016-2020 | 3%                                 | Michele                      |